# Solveig Krey
Solveig Krey, née en 1963, est un officier de marine norvégien, et la première femme à commander un sous-marin militaire.

## Biographie
Elle est diplômée de l'Académie Navale Norvégienne en 1989.
Devenue sous-mariniere, elle fut la première femme à commander un sous-marin, prenant la tête du KNM Kobben (S-318) de la classe Kobben, le 11 septembre 1995,, puis du KNM Uredd (S305). Et en 2015 reste la seule ayant cette responsabilité.
Elle sera nommée à la tête des Forces sous-marines de la Marine royale norvégienne le 14 novembre 2012, et obtient le grade d'amiral avant de rejoindre le service inter-armées.